# Legend of Love
『Legend of Love』（レジェンド・オブ・ラヴ）は、杏里32枚目のシングル。1995年8月19日発売。発売元はフォーライフ・レコード。

## 解説
松竹映画『EAST MEETS WEST』のエンディングテーマに使用されたバラード・ナンバー。C/W曲は同楽曲のInstrumentalを収録。
CDジャケットは、黒を基調としたワンピースを着衣してカメラ目線で微笑む、ポートレート風のショットが採用された。

## 収録曲
1. Legend of Love（5:01）
  - 作詞：吉元由美　作曲：ANRI　編曲：小倉泰治
  - 映画『EAST MEETS WEST』エンディング・テーマ
2. Legend of Love [Instrumental Version]（5:04）
3. Legend of Love [TV Mix]（4:58）

## 関連作品
- Angel Whisper
- ANRI IN THE BOX